# 1934 год в науке
В 1934 году были различные научные и технологические события, некоторые из которых представлены ниже.

## Достижения человечества

### Открытия
- В Кёльнском университете открыто явление сонолюминесценции.
- Чедвиком и Гольдхабером открыт ядерный фотоэффект[1].

### Изобретения
Роберт Малликен разработал шкалу электроотрицательности химических элементов (шкала Малликена).

## Награды
- Нобелевская премия
  - Физика — не присуждалась.
  - Химия — Гарольд Клейтон Юри за открытие тяжёлого водорода.
  - Медицина и физиология — Джордж Хойт Уиппл, Джордж Ричардс Минот, Уильям Пэрри Мерфи.

## Родились
- 2 января — Судзуко Тамура, лингвист.
- 9 марта — Юрий Гагарин, первый космонавт.
- 31 марта — Карло Руббиа, физик, лауреат Нобелевской премии.
- 3 апреля — Джейн Гудбол, приматолог.
- 9 ноября — Карл Саган, астроном.

## Скончались
- 29 января — Фриц Хабер, химик.
- 11 мая — Лазарь Шаиняну, филолог, лингвист.
- 4 июля — Мария Кюри, физик.
- 17 октября — Сантьяго Рамон-и-Кахаль, врач, лауреат Нобелевской премии.
- 20 ноября — Виллем де Ситтер, математик, физик и астроном.